# Recover EP
Recover EP je první EP skotské electronické skupiny Chvrches.
Ve Spojeném království bylo vydáno 25. března 2013 prostřednictvím vydavatelství Goodbye/Virgin Records a o den později, 26. března, vyšlo v USA pod známkou Glassnote Records. Skladba s názvem "Recover" vyšla také jako samostatný singl a v britské hitparádě UK Singles Chart se umístila na 91. místě. Singl doprovázelo vydání hudebního videoklipu.
Recover EP vyšlo v limitované edici 12" vinylové desky a také jako digitální stažení.

## Přijetí kritikou
Recover EP obdrželo pozitivní hodnocení od většiny profesionálních kritiků. Na serveru Metacritic obdrželo velmi dobré hodnocení, 75 bodů ze 100.

## Seznam skladeb
Všechny skladby napsal(i) Chvrches. 
| Pořadí | Název                        | Délka |
| ------ | ---------------------------- | ----- |
| 1.     | Recover                      | 3:45  |
| 2.     | ZVVL                         | 3:11  |
| 3.     | Now Is Not the Time          | 3:44  |
| 4.     | Recover (CID RIM Remix)      | 5:47  |
| 5.     | Recover (Curxes' 1996 Remix) | 4:58  |